# Rio Eerste
Rio Eerste é um rio da África do Sul.